# U-744
U-744 je bila nemška vojaška podmornica Kriegsmarine, ki je bila dejavna med drugo svetovno vojno.

## Zgodovina
6. marca 1944 je bila podmornico torpediral britanski rušilec HMS Icarus (D 03); v napadu je umrlo 12 članov posadke, medtem ko je preživelo 40 podmorničarjev. Ker je bila podmornica še na površju, so jo Britanci poskušali zaseči in odvleči v najbližje pristanišče. Njihov poskus se je ponesrečil, zato so pri potopitvi podmornice (poleg HMS Icarusa) sodelovale še: kanadska fregata HMCS St. Catharines (K 325), kanadski korveti HMCS Fennel (K 194) in HMCS Chilliwack (K 131), kanadska rušilca HMCS Chaudiere (H 99) in HMCS Gatineau (H 61) ter britanska korveta HMS Kenilworth Castle (K 420).

## Poveljniki
| Poveljniki |                                    |                |                               |
| Št.        | Čin                                | Ime            | Poveljstvo                    |
| 1.         | Nadporočnik (Oberleutnant zur See) | Heinz Blischke | 5. junij 1943 - 6. marec 1944 |

## Tehnični podatki
| Kategorije                                    | Podatki                       |
| --------------------------------------------- | ----------------------------- |
| Teža (t): na površju pod površjem polna Teža  | 769 871 1.070                 |
| Dolžina (m) - tlačni trup (m)                 | 67,10 - 50,50                 |
| Širina (m) - tlačni trup (m)                  | 6,20 - 4,70                   |
| Izpodriv (m)                                  | 4,74                          |
| Višina (m)                                    | 9,6                           |
| Moč (hp): na površju pod podvršjem            | 3.200 750                     |
| Hitrost (vozlov): na površju pod podvršjem    | 17,7 7,6                      |
| Doseg (milja/vozel): na površju pod podvršjem | 8.500/10 80/4                 |
| Torpeda/Torpedne cevi                         | 14/5 (4 na premcu, 1 na krmi) |
| Krovni top (mm)                               | 88                            |
| Mine                                          | 26 TMA                        |
| Posadka                                       | 44-52                         |
| Maksimalni potop (m)                          | 220                           |